# Першотравенська сільська рада (Апостолівський район)
Першотравенська сільська рада — колишній орган місцевого самоврядування у Апостолівському районі Дніпропетровської області з адміністративним центром у c. Перше Травня.

## Населені пункти
Сільській раді підпорядковані населені пункти:
- c. Перше Травня
- с. Запорізьке
- с. Нова Січ
- с. Новосеменівка

## Склад ради
Рада складається з 18 депутатів та голови.

## Керівний склад сільської ради
| ПІБ                      | Основні відомості                                                    | Дата обрання | Дата звільнення |
| ------------------------ | -------------------------------------------------------------------- | ------------ | --------------- |
| Ковалик Віра Федорівна   | Сільський голова, 1957 року народження, освіта, член народної партії | 26.03.2006   | 31.10.2010      |
| Дев'ятка Сергій Іванович | Сільський голова, 1963 року народження, освіта вища                  | 31.10.2010   |                 |

Примітка: таблиця складена за даними джерела

## Населення
Згідно з переписом УРСР 1989 року чисельність наявного населення села становила 2462 особи, з яких 1182 чоловіки та 1280 жінок.
За переписом населення України 2001 року в селі мешкало 2349 осіб.

### Мова
Розподіл населення за рідною мовою за даними перепису 2001 року:
| Мова       | Відсоток |
| ---------- | -------- |
| українська | 93,28 %  |
| російська  | 5,50 %   |
| молдовська | 0,67 %   |
| білоруська | 0,42 %   |